# Hugh O'Flaherty
Monsenhor Hugh O'Flaherty, CBE (28 de fevereiro de 1898 - 30 de outubro de 1963) foi um padre católico irlandês e alto funcionário da Cúria Romana no pontificado de Pio XII. Hugh o'Flaherty nasceu em 28 de fevereiro de 1898, no condado de Cork, na Irlanda. Ainda jovem, mudou-se para Killarney. Durante a Segunda Guerra Mundial, foi responsável por salvar 8000 soldados aliados e judeus. Devido à sua capacidade de evitar as armadilhas da Gestapo alemã e Sicherheitsdienst, Monsenhor O'Flaherty ganhou o apelido de "o Pimpinela Escarlate do Vaticano". Sua história foi retratada no filme O Escarlate e o Negro.